# Georg von Waldersee
Georg Friedrich Wilhelm Graf von Waldersee (Ciudad de Brandeburgo, Reino de Prusia, 1 de septiembre de 1860-Ivenack, Mecklemburgo-Schwerin, República de Weimar, 7 de septiembre de 1932) fue un general del Ejército Imperial Alemán en la I Guerra Mundial. Era sobrino del Mariscal de Campo Alfred von Waldersee.

## Biografía
Waldersee nació en el Reino de Prusia como hijo del Coronel Georg Ernest von Waldersee, quien murió durante la guerra franco-prusiana y de Laura von Knoblauch.
Ingresó en el Ejército prusiano el 14 de mayo de 1880 como Teniente Segundo. Después de 8 años de servicio, Waldersee fue promovido a Teniente Primero. Después se convirtió en jefe de Estado Mayor del VII Cuerpo, liderado por Moritz von Bissing. Más tarde se convirtió en comandante del 17.º Regimiento de Dragones.
El 22 de abril de 1912, Waldersee fue promovido a Mayor General. Después del ascenso se convirtió en comandante de la 3.ª Brigada de Caballería. Después se convirtió en uno de los Intendentes seniors del Estado Mayor General como sucesor de Oskar von Hutier.
En la I Guerra Mundial, Waldersee pasó a ser jefe de Estado Mayor del 8.º Ejército. No obstante, como el comandante Maximilian von Prittwitz fue reemplazado, Waldersee también fue reemplazado por Erich Ludendorff. Después de ser reemplazado, se convirtió en gobernador militar de Sebastopol. Vivió hasta 1932 y murió en Alemania.